# Olof Olsson Häll
Olof Olofsson (Olsson) Häll, född 21 maj 1776 i Skellefteå församling, död där 14 april 1836, var en svensk soldat, skarprättare och nybyggare.
Häll var nybyggare i Wargträsk, Kankberg, Bergnäs, Loholm, Långträsk och slutligen i Varuträsk, där han avled 1836. Han var gift med Britta Johansdotter, de fick sju barn.

## Biografi
Olofsson Häll föddes i Medle som son till Olof Månsson (1746–1823) från Storkåge och hans maka Britta Mikaelsdotter (1742–1815). Han var äldst av nio syskon. År 1798 gifte han sig med Brita Johansdotter från Varuträsk och makarna flyttade därefter till Kankberg. I äktenskapet föddes sju barn. Familjen flyttade till Varuträsk 1814 och stannade där till 1829. Från 1814 noteras han med tillnamnet Häll och som ”Inhysman och Afsked.Soldat”. Makarna lämnade Varuträsk 1829 och flyttade då till Bergnäs och därifrån vidare till Loholm 1834. De återvände till Varuträsk 1836 där han senare avled samma år.

## Karriär
Olofsson Häll tjänstgjorde innan äktenskapet som soldat och förvärvade där efternamnet Häll. Han mönstrade åren kring 1808 som lantvärnsman för Varuträskbönderna under namnet No.48 Hård. Han tillhörde då Västerbottens lantvärnsbataljon av Norrlandsbrigaden.
Olofsson Häll var Västerbottens siste skarprättare fram till år 1834. Hans tjänst övertogs av Jacob Gyll som fick ansvar för ett större geografiskt område.
Som skarprättare verkställde Olofsson Häll förmodligen mellan tre och sex avrättningar, under de 15 år han innehade arbetet. Han anställdes i början 1820-talet och fick även ansvar för avrättningarna i det nybildade Norrbottens län. Han var vid förrättningarna klädd i en svart kåpa, vilken han bar utanpå sin vanliga dräkt. Som ämbetstecken bar han guldörhängen i form av små bilor. Två av avrättningarna genomfördes på avrättningsplatsen på Bureheden.

### Nils Person
Olofsson Hälls första avrättning skedde i januari 1827. Straffet utdelades till lappen Nils Person från Auktsjaur, Arvidsjaur socken, för att han skulle ha rånmördat nybyggaren Sivert Nilsson i Storbodan 1826.

### Sara Greta Persdotter
Olofsson Häll avrättade den 4 november 1830 Sara Greta Persdotter, född 1808 i Furunäset, men boende i Ersmark. Sista natten tillbringade hon på gästgiveriet i Bureå och morgonen därpå ledsagades hon av fånggevaldigern, kronofogde Clausén och pastorsadjunkt Öhmark till Skellefteå tingslags avrättningsplats på Bureheden.
Den 22-åriga änkan var dömd till att "mista höger hand, halshuggas och brännas på bål" för att ha giftmördat sin son på åtta månader.

### Idnakte Radivuonoff
Den 15 juli 1833 avrättade han den ryske desertören Idnakte Radivuonoff vid en tillfällig avrättningsplats vid berget Isovaaras fot i byn Matarengi i Norrbotten genom halshuggning. Radivuonoff var dömd för att ha mördat drängen Per Johansson Pitkä (”Iso-Pekka”) från Juoksengi i juli 1832. 
Radivuonoff, född i en by cirka 18 mil norr om Moskva, hade rymt från 45:e ryska jägarregementet stationerat i Vasa i maj 1832 tillsammans med en annan menig soldat. De gjorde inbrott i Matarengi, vandrade vidare men efterlysts. Per Johansson Pitkä hade fått i uppdrag att gripa männen men knivskars. Han avled i sviterna efter knivskadan den 2 juli 1832.